# Kulturelle Vielfalt

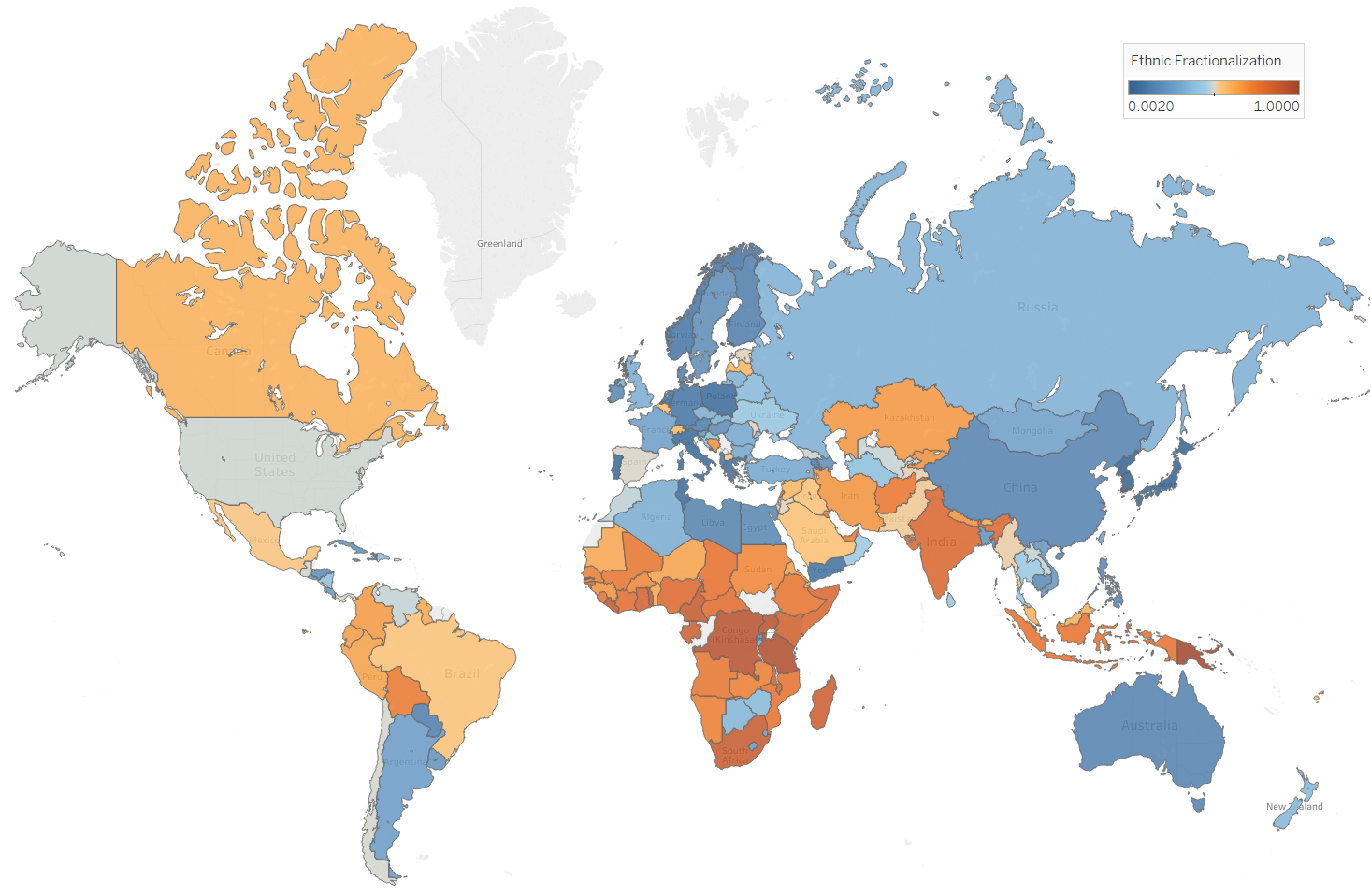
Weltkarte mit Ländern, die gemäß ihrer ethnischen und kulturellen Vielfalt eingefärbt sind, wobei blau für geringere und orange für höhere Vielfalt steht (Stand: 2003).

Unter kultureller Vielfalt (selten auch als „Soziodiversität“ bezeichnet) versteht man die Existenz von vielfältigen Identitäten und Kulturen innerhalb und zwischen menschlichen Gruppen und Gesellschaften. Kulturelle Vielfalt ist eine Erscheinungsform von Diversität. Nicht zu verwechseln ist der Begriff der Kulturellen Vielfalt mit Begriffen wie „Völkervielfalt“ oder Ethnopluralismus, wie sie von der Neuen Rechten verbreitet werden.

## Aspekte
Die Allgemeine Erklärung zur kulturellen Vielfalt der Vereinten Nationen postuliert, dass kulturelle Vielfalt „als Quelle des Austauschs, der Erneuerung und der Kreativität für die Menschheit ebenso wichtig wie die biologische Vielfalt für die Natur“ ist.
Ein Aspekt von kultureller Vielfalt ist die Sprachenvielfalt.
Der Begriff der kulturellen Vielfalt oder kulturellen Diversität wurde in weiteren internationalen Erklärungen und Übereinkommen aufgegriffen wie der UNESCO-Konvention über den Schutz und die Förderung der Vielfalt kultureller Ausdrucksformen (2005), der Erklärung von Montréal (2007) sowie in Dokumenten der Europäischen Union.
Kulturelle Vielfalt wird als eine der Wurzeln des Kulturwandels betrachtet, wobei dieser als Weg zu einer erfüllteren intellektuellen, emotionalen, moralischen und geistigen Existenz verstanden wird. Ein Versuch zur Erfassung und Klassifizierung der Vielfalt auf der Erde stellen die Modelle der Kulturareale dar.
Eine besonders große Vielfalt verschiedener indigener und lokaler Kulturen findet sich in jenen Gebieten, die sich ebenfalls durch eine außergewöhnlich hohe Biodiversität auszeichnen. Die gegenseitige Beeinflussung von kultureller und biologischer Diversität erforscht die interdisziplinäre Wissenschaft der biokulturellen Diversität.
Der Welttag der kulturellen Vielfalt für Dialog und Entwicklung (englisch: World Day for Cultural Diversity, for Dialogue and Development) ist ein Aktionstag der UNESCO, der jährlich am 21. Mai begangen wird. Er soll Bewusstsein für kulturelle Vielfalt schaffen.

## Zunahme oder Rückgang von Soziodiversität
Thomas Bauer kann keine Tendenz zu steigender kultureller Vielfalt der Welt erkennen; er sieht in der Folge der globalen Rationalisierungs- und Säkularisierungsprozesse den Verlust der Kulturen, Sprachen und Lebensweisen an Diversität als vorherrschende Tendenz an. Bereits in den 1920er Jahren empfand Stefan Zweig ein „leises Grauen vor der Monotonisierung der Welt“. Die Ursache sah er vor allem in den aus den USA importierten „Mechanisierungsmitteln der Menschheit [...], die Vergnügen bieten, ohne Anstrengung zu fordern“. Als Indikatoren dienten ihm die Vereinheitlichung von Moden, Tanz, Frisuren, Kino, Sport- und Unterhaltensformen im Alltag, durch die wir „Kolonien seines (Amerikas) Lebens“ werden. Ähnlich argumentierte bereits vor dem Ersten Weltkrieg Walter Rathenau, Spezialisierung und Abstraktion der Maschinenwelt hätten den mentalen Habitus der Menschen so sehr geprägt, dass zunehmend alle Lebensgebiete von komplizierter Gleichförmigkeit bestimmt würden.